# ハーレイ・クインの華麗なる覚醒 BIRDS OF PREY
『ハーレイ・クインの華麗なる覚醒 BIRDS OF PREY』（ハーレイ・クインのかれいなるかくせい バーズ・オブ・プレイ、原題: Birds of Prey (and the Fantabulous Emancipation of One Harley Quinn)）は、2020年に公開されたアメリカ合衆国のスーパーヒーロー映画であり、DCエクステンデッド・ユニバースの第8作品目として製作された作品である。監督はキャシー・ヤン、製作・主演はマーゴット・ロビー。チャック・ディクソンとゲイリー・フランクの漫画『バーズ・オブ・プレイ』を原作としている。

## 概略
『スーサイド・スクワッド』で描かれた出来事の後、ハーレイ・クインはジョーカーと破局した。
そんなある日、ハーレイはカサンドラ・ケインと名乗る女の子と出会った。カサンドラは大物犯罪者として知られるブラックマスクから命を狙われていたのである。
ハーレイは自分と同じように自由を愛する女性たち―ハントレス、ブラックキャナリー、レニー・モントーヤ―と手を組み、カサンドラを守るための戦いに身を投じるのだった。

## あらすじ
狂気の犯罪王子と呼ばれるジョーカーと破局したハーレイ・クイン/ハーリーン・クインゼルは、彼女に恨みを持ちつつも、ジョーカーの報復を恐れて手を出せずにいた悪党たちや、ゴッサム市警のレニー・モントーヤ刑事などから一気に命を狙われるようになった。悪党たちから逃げ回っていたハーレイだが、遂にゴッサムの大物犯罪者ブラックマスク/ローマン・シオニスに捕まってしまう。ローマンと彼の部下であるザーズの会話を盗み聞きしていたハーレイは、彼が求めるバーティネリ家のダイヤを持ってくる代わりに自分を見逃せと要求する。
そもそもの発端は、マフィアであるバーティネリ家を、その資産を狙ったマフィアが虐殺したことから始まる。その隠し資産の在処を記したダイヤは闇の世界に流れた。ゴッサムを手中に収めるべく巨額の金を欲していたローマンは遂にダイヤの在処を探し出し、ザーズと、自身のバーで歌姫をしていたブラックキャナリー/ダイナ・ランスに命じて、悪党から譲り受けた。しかしその直後、ダイナの知り合いであるスリの少女カサンドラ・ケインがザーズからダイヤを盗み、他の窃盗罪と合わせて警察に捕まった。そのためローマンは、カサンドラを狙っていた。
ローマンから「今夜12時までにダイヤを持ち帰れば見逃してやる」と言われたハーレイは、カサンドラが留置されているゴッサム市警を襲撃。レニーや、ローマンがカサンドラにかけた賞金目当ての悪党の襲撃から身をかわし、カサンドラを確保するも、ダイヤはカサンドラが飲み込んでしまっていた。やむなくハーレイは情報屋のドクが営む中華料理屋の二階の自室にカサンドラを招き、下剤を飲ませてダイヤが出てくるのを待つ。その最中、マフィアを殺して回っている暗殺者ハントレス/ヘレナ・バーティネリがドクを詰問、他にも多くの悪党がドクにハーレイの居場所を求めた結果、ハーレイの隠れ家は悪党に襲撃されてしまう。ハーレイは、自身の安全を確保するため、カサンドラの引き渡しのため、遊園地に来るようローマンに連絡する。
遊園地のアトラクションに立てこもったハーレイは、いつダイヤが出てもいいように、カサンドラをトイレに拘束する。そこに、ハーレイにまつわる不始末で警察を停職になったレニーが現れ、二人は格闘戦を繰り広げる。ハーレイがレニーを屋外へ蹴り飛ばした後、ザーズとダイナが襲撃、ハーレイに麻痺毒の矢を刺して行動不能にする。ザーズは、実はレニーにローマンの内部情報をリークしていたダイナに、忠誠を示させるため、カサンドラの腹を裂いてダイヤを取り出すよう指示。ダイナは拒否し、激昂するザーズに駆けつけたヘレナの放ったクロスボウの矢が刺さり、ザーズは死亡する。バーティネリ家の生き残りであるヘレナは、家族を殺したマフィアを殺して回っており、ザーズはその最後の一人だった。ハーレイ、ダイナ、ヘレナ、レニー、カサンドラは、遊園地に集結したローマンとその一派を倒すため、一時的に手を組むことにする。
5人は激しい戦闘の末、ほとんどの悪党を倒したものの、カサンドラがローマンに連れ去られてしまう。3人の力を借りてローマンを追い詰めるハーレイだが、自身も武器がない状態に陥る。そのとき、カサンドラが安全ピンを抜いた手榴弾をローマンの服に忍ばせた。それに気づいたハーレイはローマンを蹴り飛ばし、彼は手榴弾の爆発で粉々になり死亡。かくしてハーレイたちは勝利し、自由の身となった。
事件後、復讐を果たしたヘレナ、雇い主を失くしたダイナ、警察のやり口に嫌気がさして退職したレニーは、ヒーローチーム「バーズ・オブ・プレイ」を結成。一方ハーレイは、バーティネリ家の遺産を元に、カサンドラと共に闇の何でも屋を始めるのだった。

## キャスト

### バーズ・オブ・プレイ
ハーリーン・クインゼル / ハーレイ・クイン
演 - マーゴット・ロビー、日本語吹替 - 東條加那子
本作の主人公。恋人だったジョーカーと破局したことで、自身に恨みを持つ街中の悪党から命を狙われることになる。
ヘレナ・バーティネリ / ハントレス / クロスボウ・キラー
演 - メアリー・エリザベス・ウィンステッド - 日本語吹替 - 鷄冠井美智子
とある共通点を持つマフィアをターゲットに活動する暗殺者。自身は「ハントレス」を名乗っているが、他者からは「クロスボウ・キラー」と呼ばれる。
ダイナ・ランス / ブラックキャナリー
演 - ジャーニー・スモレット＝ベル、日本語吹替 - 村中知
ローマンが経営するバーの歌姫。格闘技術があることを見込まれ、ハーレイが再起不能にしたローマンの部下の代わりに、運転手兼ボディーガードとなる。前任の運転手がレニーに情報を流していた内通者であったため、レニーからローマンへの内通を依頼される。
レニー・モントーヤ
演 - ロージー・ペレス、日本語吹替 - 高乃麗
ゴッサム市警に勤める刑事。過去に何度も功績を上げているが、そのすべてを他人の手柄にされており、未だにヒラのまま。
カサンドラ・ケイン
演 - エラ・ジェイ・バスコ、日本語吹替 - 花澤香菜
ダイナと同じアパートに住む夫妻に引き取られた孤児。スリの常習犯で、レニーとも顔なじみ。

### 敵（ヴィラン）
ローマン・シオニス / ブラックマスク
演 - ユアン・マクレガー、日本語吹替 - 森川智之
ゴッサムの裏を支配する男。普段は社交的な振る舞いだが、一時の感情で激昂する危険な性格。相手の顔をナイフで剥ぐ拷問を好む。ハントレスの仇でもある。
ビクター・ザーズ/ミスター・ザーズ
演 - クリス・メッシーナ、日本語吹替 - 姫野惠二
ローマンの側近。顔の皮をナイフで剥ぐ拷問も手掛ける。
ミスター・キオ
演 - フランソワ・チャウ、日本語吹替 - 東和良
ローマンのライバル組織のボス。ローマンに取引を持ちかけられる。
ハッピー
演 - マット・ウィリグ、日本語吹替 - 櫛田泰道
ハーレイに恨みを持ち、つけ狙う者のひとり。
ステファノ・ガランテ
演 - ロバート・カトリーニ
バーティネリの縄張りと財産を狙い、一家を殺害した組織のボス。

### 警察
エレン・イー
演 - アリ・ウォン、日本語吹替 - 野一祐子
ゴッサムの検事補。レニーの元恋人。
パトリック・エリクソン警部
演 - スティーヴン・ウィリアムズ、日本語吹替 - 斎藤志郎
ゴッサム市警察の警部。レニーの上司だが、過去に彼女の手柄を奪って出世した。
ティム・マンロー
演 - デレク・ウィルソン、日本語吹替 - 綿貫竜之介
レニーの相棒刑事。

### その他
ドク
演 - ダナ・リー、日本語吹替 - 佐々木省三
2階にいるハーレイに隠れ家を提供する情報屋で、表の顔は、1階の台湾中華料理店の店主。
エリカ・マンソン
演 - ボヤナ・ノヴァコヴィッチ、日本語吹替 - 渡辺広子
マリア・バーティネリ
演 - シャーリーン・アモイア
ヘレナの母。
フランコ・バーティネリ
演 - ポール・ラサ
ヘレナの父。
『スーサイド・スクワッド』でジャレッド・レトが演じたジョーカーがアーカイブ映像（ジョニー・ゴスによるボディダブル）、ジェイ・コートニーが演じたディガー・ハークネス / キャプテン・ブーメランがゴッサム市警の手配写真で出演。

## 製作

### 構想
本作は過去に単独で作品化されていない、ハーレイ・クインについての作品で、DCコミックスのスピンオフ作品である。過去にない試みとして、アメリカンヒーロー映画でカンフー映画のアクションを導入し、主人公やその周りの登場人物の設定や、監督や脚本まで制作に関わる全てで女性が核を担うという試みが行われた。
2015年、マーゴット・ロビーはワーナー・ブラザース映画にハーレイ・クインが登場するスピンオフ映画の製作を打診した。その際、ロビーは「スピンオフ映画はハーレイ・クインの単独主演作ではなく、クイン以外の女性キャラクターも複数登場させて欲しい」という趣旨の要望を出した。2016年5月16日、『スーサイド・スクワッド』の公開に先立って、ワーナー・ブラザース映画はハーレイ・クインをはじめとするDCコミックスの女性キャラクターに焦点を当てたスピンオフ映画の製作に乗り出すと発表した。その際、ハーレイ・クイン役のロビーの続投と彼女のプロデューサー就任も発表された。11月11日、クリスティーナ・ホドソンが本作の脚本を担当することになったと報じられた。2018年4月、キャシー・ヤンが本作の監督に起用された。アジア系の女性映画監督がスーパーヒーロー映画の監督に起用されたのは史上初のことであった。
当初、本作にペンギン（『バットマン』に出てくるスーパーヴィラン）が登場する予定だったが、ペンギンは本作の後に公開されるバットマン単独作に登場することが決まったため、そのアイデアは没になった。

### プリ・プロダクション
2018年7月、本作はプリ・プロダクションに入った。同月中に、ロビーは本作のタイトルが『Birds of Prey』に決まったこと、ハーレイ・クインは新衣装で登場すること、ダイバーシティ豊かなキャスティングを行うことを明かした。また、同月16日、本作に登場する悪役は『バットマン』の映画作品に今まで登場したことのないキャラクターになると報じられた。8月6日、本作の悪役がブラック・マスクであると明かされた。
ブラックキャナリー役の候補者にはジャネール・モネイ、ジャーニー・スモレット＝ベル、ググ・バサ＝ローらが選ばれ、ハントレス役の選考ではソフィア・ブテラ、マーガレット・クアリー、メアリー・エリザベス・ウィンステッド、クリスティン・ミリオティらの名前が挙がっていた。また、ジャスティナ・マシャドとロバータ・コリンドレスがレニー・モントーヤ役のオーディションを受けた。
2018年9月26日、スモレット＝ベルがブラックキャナリー役に、ウィンステッドがハントレス役に起用されたと報じられた。また、同日、シャールト・コプリーとユアン・マクレガーがブラックマスク役の俳優として検討の俎上に載っているとも報じられた。10月、マシュー・リバティークが本作の撮影監督に起用され、ロージー・ペレスの出演が決まった。11月1日、マクレガーがブラックマスクを演じることになったとの報道があった。14日、エラ・ジェイ・バスコが本作に出演することになったと報じられた。20日、本作の正式なタイトル『Birds of Prey (and the Fantabulous Emancipation of One Harley Quinn)』が発表された。12月、クリス・メッシーナ、スティーヴン・ウィリアムズ、デレク・ウィルソン、ダナ・リー、フランソワ・チャウ、マシュー・ウィリグ、ロバート・カトリーニ、アリ・ウォンの出演が決まった。2019年2月、シャーリーン・アモイアがキャスト入りした。

### 撮影・音楽
本作の主要撮影は2019年1月にカリフォルニア州のロサンゼルスで始まり、同年4月15日に終了した。撮影の際には、『Fox Force Five』というワーキングタイトルが使用された。カリフォルニア州から税の控除を受けることができたため、本作の撮影は全てロサンゼルス市内で行われることになった。
2019年9月30日、ダニエル・ペンバートンが本作で使用される楽曲を手掛けるとの報道があった。

## マーケティング
2019年1月28日、『See You Soon』と題された本作のティーザー映像が公開された。9月4日、『IT/イット THE END “それ”が見えたら、終わり。』の上映前に本作のティーザー・トレイラーが流された。10月2日、本作のオフィシャル・トレイラーが公開された。

## 評価
本作は批評家から好意的に評価されている。映画批評家レビュー集積サイトRotten Tomatoesでは、238件のレビューがあり、批評家支持率は82％、平均点は10点満点で6.8点となっている。サイト側による批評家の見解の要約は「ペースの速いアクションで、『ハーレイ・クインの華麗なる覚醒』はマーゴット・ロビーのハーレイ・クインのカラフルで無秩序な精神を捉えている。」となっている。Metacriticには55件のレビューがあり、加重平均値は60/100となっている。